# Michalina Chełmońska-Szczepankowska
Michalina Chełmońska-Szczepankowska (ur. 17 września 1885 w Warszawie, zm. 5 marca 1953 w Mińsku Mazowieckim) – polska nauczycielka, poetka nazywana "mińską Konopnicką".

## Życiorys
Córka Stanisława Chełmońskiego, naczelnika stacji kolejowej w Mińsku Mazowieckim, kuzyna malarza Józefa Chełmońskiego i Jadwigi z Przystańskich. Studiowała filologię polską, w 1907 przeprowadziła się do Mińska Mazowieckiego. Po uzyskaniu prawa do nauczania została nauczycielką na pensji Marii Grochowskiej. Od 1912 do 1918 nauczała języka polskiego w mińskim gimnazjum żeńskim, w 1914 poślubiła Jana Szczepankowskiego, kierownika w fabryce K. Rudzkiego. Po odzyskaniu przez Polskę niepodległości objęła funkcję kierowniczki szkoły powszechnej w Rzakcie, a następnie w Stojadłach. W 1924 zorganizowała i prowadziła szkołę we wsi Dłużka, w 1926 w Budach Przytockich i od 1928 w Królewcu. W 1928 w uznaniu zasług została odznaczona Medalem Dziesięciolecia Odzyskania Niepodległości. Ciężka praca i problemy zdrowotne sprawiły, że w 1932 przeszła na emeryturę, jednocześnie odznaczono ją medalem za długoletnią służbę nauczycielską. Podczas II wojny światowej uczestniczyła w tajnym nauczaniu, uczyła języka polskiego, rosyjskiego i niemieckiego. Prowadziła również zakonspirowaną bibliotekę oraz pomagała ludziom prześladowanym przez okupanta.

## Twórczość
Michalina Chełmońska-Szczepankowska biegle posługiwała się czterema językami obcymi, rosyjskim, francuskim, niemieckim i łaciną. Poza pracą nauczyciela tworzyła poezję. Debiutowała w tygodniku Zorza, w 1909 ukazał się zbiór jej wierszy pod tytułem "Poranna rosa". W 1910 księgarnia Michała Arcta opublikowała kolejny tomik "Wiosną i latem", w 1921 warszawska biblioteka im. Bolesława Prusa wydała zbiór wierszy "Piosenki z dziejów naszych", w którym znalazły się również wiersze Michaliny Chełmońskiej-Szczepankowskiej. Stale współpracowała z "Moim pisemkiem", "Płomykiem", "Płomyczkiem", jej wiersze publikowały "Świerszczyk" i "Rycerz Niepokalanej". Dodatkowo tłumaczyła wiersze z rosyjskiego i francuskiego na polski. W Mińsku Mazowieckim odbywa się coroczny Konkurs Recytatorski im. Michaliny Chełmońskiej – Szczepankowskiej, w Słupnie poetka jest patronką Szkoły Podstawowej nr 2.